# Brotherhood of the Snake
Brotherhood of the Snake (с англ. — «Братство змеи») — двенадцатый студийный альбом американской трэш-метал-группы Testament, выпущенный 28 октября 2016 года на лейбле Nuclear Blast. Этот альбом был записан при участии Энди Снипа, который работал с группой с The Gathering (1999), начиная с которого Энди микшировал все их альбомы и спродюсировал Dark Roots of Earth (2012). Альбом дебютировал на двадцатой строчке американского чарта Billboard 200, став вторым лучшим результатом для группы после Dark Roots of Earth, занявшим двенадцатую строчку четыре года назад.

## Об альбоме
Возможность появления одиннадцатого альбома была впервые упомянута за неделю до релиза Dark Roots of Earth, когда вокалист Чак Билли сказал, что больше не будет больших перерывов между альбомами, и что группа будет усердно работать и выступать с концертами на протяжении двух лет или около того и постарается выпустить альбом, как только сможет. Эрик Питерсон добавил: «Сейчас определенно есть некая политика в группе. Я думаю, если пластинка будет продаваться хорошо — а я думаю, что она будет — то Testament выпустит новую. Есть в группе люди, которые, ну, не на 100 % здесь, если только дела не идут хорошо. Это довольно жестоко, но что касается меня, я в любом случае в деле. Я основал группу. Это то, что я делаю. Я думаю, что, знаете, если для Testament будут более тёмные времена, этот состав вряд ли сохранится». Testament провели большую часть 2012 и 2013 годов в турне в поддержку альбома, выступая с Anthrax и Death Angel. Также они были хедлайнерами в туре в США с поддержкой Overkill, Flotsam and Jetsam и 4ARM. В 2013 группа также выпустила концертный DVD и двойной альбом Dark Roots of Thrash, на котором запечатлен аншлаг в зале Paramount Theatre в Хантингтоне (Нью-Йорк) в феврале 2013 года.
Когда в сентябре 2013 года Билли спросили, есть ли у Testament какие-либо идеи для следующего альбома, он заявил, что Testament начнут писать и записывать альбом с января по апрель 2014 года, чтобы выпустить его позже в том же году. Он добавил, что группа была в «правильном направлении» с Dark Roots of Earth: «Я думаю, что здесь подходит старая поговорка „Не чини, коли не поломано“, поэтому мы, вероятно, будем придерживаться той же формулы и идеи. Я думаю, что нет ни одного альбома Testament, который бы звучал так же, так что кто знает, какие песни мы напишем в следующем году… Я не знаю». Однако эти планы провалились из-за того, что басист Грег Кристиан покинул группу во второй раз, ссылаясь на противоречия с группой и денежные вопросы. Его заменил Стив ДиДжорджио, который уже играл в Testament с 1998 по 2004 годы. На вопрос о планах Testament начать запись нового альбома в апреле 2015 года Питерсон сказал, что его «главной целью» было «вернуться домой [из тура] в июне, закончить его и попасть в студию к сентябрю». Билли добавил, что целью группы было завершение альбома ко Дню Благодарения.
В мае 2016 года Билли подтвердил название альбома — The Brotherhood of the Snake, который в то время был уже записан, и он надеялся, что он будет завершен до их тура по Великобритании в июне 2016 года. Питерсон сказал, что альбом должен был быть «выпущен в конце июня, и, вероятно, он будет доставлен в звукозаписывающую компанию к концу лета как раз во время действительно большого тура по Европе». Отвечая по поводу музыкального стиля грядущего альбома, Питерсон говорит: «Он другой. Он будет более трэшевым. Я имею в виду, материал будет одним из самых быстрых, что мы играли. Обычно у нас одна или две трэшевых песни, несколько среднетемповых, затем одна медленная, тяжелая, и высокотемповые. Половина нового материала — трэш, чего мы никогда не делали раньше.» Он также описал альбом как «их собственный Reign in Blood».
Билли заявил, что тексты вдохновлены теориями древних космонавтов, в основном передачей «Древние пришельцы». Название же альбома посвящено древнему тайному обществу.
4 августа 2016 года Testament начали восьмидневный обратный отсчет до выпуска обложки к альбому; список композиций был опубликован позже в том же месяце. Первый сингл, «Brotherhood of the Snake», вышел 2 сентября 2016 года, в тот же день вышло официальное лирик-видео на эту песню. Второй сингл, «Stronghold», вышел 12 октября 2016 года. Официальный видеоклип на песню «The Pale King» вышел 31 октября 2016 года.

## Отзывы
Альбом получил преимущественно положительные отзывы от критиков. Том Джурек из AllMusic поставил альбому оценку 3,5 из 5: «Альбом предлагает отличный звуковой портрет Testament, делающих то, что им удается лучше всего — агрессивный, тяжелориффовый, вызывающий трэш. Здесь есть интересная концепция, но это больше потрековое прослушивание, которое дополняет массивное целое».

## Список композиций
| №                   | Название                   | Текст песни              | Музыка                  | Длительность |
| ------------------- | -------------------------- | ------------------------ | ----------------------- | ------------ |
| 1.                  | «Brotherhood of the Snake» | Чак Билли, Эрик Питерсон | Питерсон                | 4:14         |
| 2.                  | «The Pale King»            | Билли                    | Питерсон                | 4:51         |
| 3.                  | «Stronghold»               | Билли                    | Питерсон                | 4:00         |
| 4.                  | «Seven Seals»              | Билли                    | Питерсон                | 5:38         |
| 5.                  | «Born in a Rut»            | Билли                    | Питерсон                | 4:57         |
| 6.                  | «Centuries of Suffering»   | Билли                    | Питерсон                | 3:34         |
| 7.                  | «Black Jack»               | Билли                    | Питерсон                | 4:21         |
| 8.                  | «Neptune’s Spear»          | Билли                    | Питерсон, Алекс Сколник | 5:27         |
| 9.                  | «Canna-Business»           | Билли                    | Питерсон, Сколник       | 3:47         |
| 10.                 | «The Number Game»          | Билли                    | Питерсон                | 4:38         |
| Общая длительность: | Общая длительность:        | Общая длительность:      | Общая длительность:     | 45:27        |

| №   | Название                                     | Текст песни       | Музыка            | Длительность |
| --- | -------------------------------------------- | ----------------- | ----------------- | ------------ |
| 11. | «Apocalyptic City» (перезаписанная версия)   | Питерсон, Сколник | Питерсон, Сколник | 5:40         |
| 12. | «Brotherhood of the Snake» (alternative mix) | Billy, Питерсон   | Питерсон          | 4:14         |

## Позиции в чартах
| Чарт                                  | Наивысшая позиция |
| ------------------------------------- | ----------------- |
| Австралия (ARIA)                      | 24                |
| Австрия (Ö3 Austria)                  | 23                |
| Бельгия/Фландрия (Ultratop)           | 29                |
| Бельгия/Валлония (Ultratop)           | 42                |
| Канада (Canadian Albums Chart)        | 24                |
| Нидерланды (Album Top 100)            | 74                |
| Финляндия (Suomen virallinen lista)   | 18                |
| Франция (SNEP)                        | 87                |
| Германия (Offizielle Top 100)         | 11                |
| Венгрия (MAHASZ)                      | 31                |
| Италия (Classifica album)             | 28                |
| Япония (Oricon)                       | 22                |
| Польша (ZPAV)                         | 11                |
| Шотландия (Scottish Albums Chart)     | 26                |
| Испания (PROMUSICAE)                  | 53                |
| Швеция (Sverigetopplistan)            | 43                |
| Швейцария (Schweizer Hitparade)       | 16                |
| Великобритания (UK Albums Chart)      | 43                |
| США (Billboard 200)                   | 20                |
| США (Billboard Independent Albums)    | 1                 |
| США (Billboard Top Hard Rock Albums)  | 2                 |
| США (Billboard Top Rock Albums)       | 2                 |
| США (Billboard Top Tastemaker Albums) | 3                 |

## Участники записи
- Чак Билли — вокал
- Алекс Сколник — гитара
- Эрик Питерсон — гитара
- Стив Диджорджио — бас-гитара
- Джин Хоглан — ударные